# پرستوی بنفش‌وسبز
پرستوی بنفش‌وسبز (نام علمی: Tachycineta thalassina) نام یک گونه از سرده پرستوهای تندروپر است.